# Jacopo Di Ronco
Jacopo Di Ronco (ur. 17 stycznia 1990 w Tolmezzo) – włoski narciarz alpejski, dwukrotny medalista mistrzostw świata juniorów.

## Kariera
Po raz pierwszy na arenie międzynarodowej Jacopo Di Ronco pojawił się 1 grudnia 2005 roku w Comelico Superiore, gdzie w zawodach juniorskich zajął czternaste miejsce w slalomie. W 2008 roku wystartował na mistrzostwach świata juniorów w Formigal, zdobywając srebrny medal w tej samej konkurencji. W zawodach tych rozdzielił na podium Austriaka Marcela Hirschera oraz Japończyka Tomoyę Ishii i Norwega Kristiana Hauga, którzy ex aequo zajęli trzecie miejsce. Srebrny medal zdobył także na rozgrywanych dwa lata później mistrzostwach świata juniorów w Mont Blanc, gdzie był drugi w kombinacji. Tym razem wyprzedził go tylko Colby Granstrom z USA, a trzecie miejsce zajął Kanadyjczyk Kelby Halbert.
W zawodach Pucharu Świata zadebiutował 9 marca 2008 roku w Kranjskiej Gorze, gdzie nie zakwalifikował się do drugiego przejazdu slalomu. Jak dotąd nie zdobył punktów w zawodach tego cyklu. Startuje głównie w zawodach FIS Race. Nie brał udziału w mistrzostwach świata ani igrzyskach olimpijskich.

## Osiągnięcia

### Mistrzostwa świata juniorów
| Miejsce | Dzień       | Rok  | Miejscowość       | Konkurencja | Czas biegu  | Strata     | Zwycięzca               |
| ------- | ----------- | ---- | ----------------- | ----------- | ----------- | ---------- | ----------------------- |
| 2.      | 27 lutego   | 2008 | Formigal          | Slalom      | 1:29,68 min | +0,93 s    | Marcel Hirscher         |
| DNF1    | 28 lutego   | 2008 | Formigal          | Supergigant | 1:21,02 min | -          | Andreas Sander          |
| DNF1    | 6 marca     | 2009 | Ga-Pa             | Slalom      | 1:20,78 min | -          | Jesper Riis-Johannessen |
| 20.     | 31 stycznia | 2010 | Region Mont Blanc | Gigant      | 2:17,55 min | +2,09 s    | Mathieu Faivre          |
| 20.     | 1 lutego    | 2010 | Region Mont Blanc | Supergigant | 1:29,71 min | +4,17 s    | Maxence Muzaton         |
| 24.     | 4 lutego    | 2010 | Region Mont Blanc | Zjazd       | 1:19,32 min | +1,30 s    | Mattia Casse            |
| 2.      | 4 lutego    | 2010 | Region Mont Blanc | Kombinacja  | 35,04 pkt   | +26,46 pkt | Colby Granstrom         |

### Puchar Świata

#### Miejsca w klasyfikacji generalnej
- sezon 2007/2008: -

#### Miejsca na podium
Di Ronco nie stawał na podium zawodów PŚ.